# Zāl

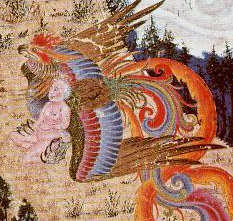
Simurgh mit dem Säugling Zāl

Zāl, auch Sāl (persisch زال), auch Dastān (persisch دستان), ist eine Sagengestalt in der persischen Mythologie. Er war der Sohn von Sām und der Enkel von Nariman (adoptierter Sohn des Garschasp), wie Zal beides Helden im antiken Persien und Beschützer Irans, insbesondere im Kampf gegen Turan.
Da Zāl mit schneeweißem Haar geboren wurde, setzte ihn sein erschrockener Vater auf dem Berg Damavand aus, wo der Säugling jedoch vom Zaubervogel Simorgh gerettet wurde. Simorgh zog Zal in seinem Nest auf.
Da Zāls Vater Sām später unter Schuldgefühlen litt, suchte er seinen Sohn im Gebirge und nahm ihn schließlich mit Simorghs Erlaubnis wieder zu sich.
Zāl, wegen seiner weißen Haare auch Zāl Zar (‚alter Mann‘, eigentlich „alter Alter“) genannt, erlebte eine Reihe von Abenteuern und heiratete schließlich Rūdābeh, die ihm den Sohn Rostam, einen großen Helden, gebar.

## Zāl in Schahname – Sage VII

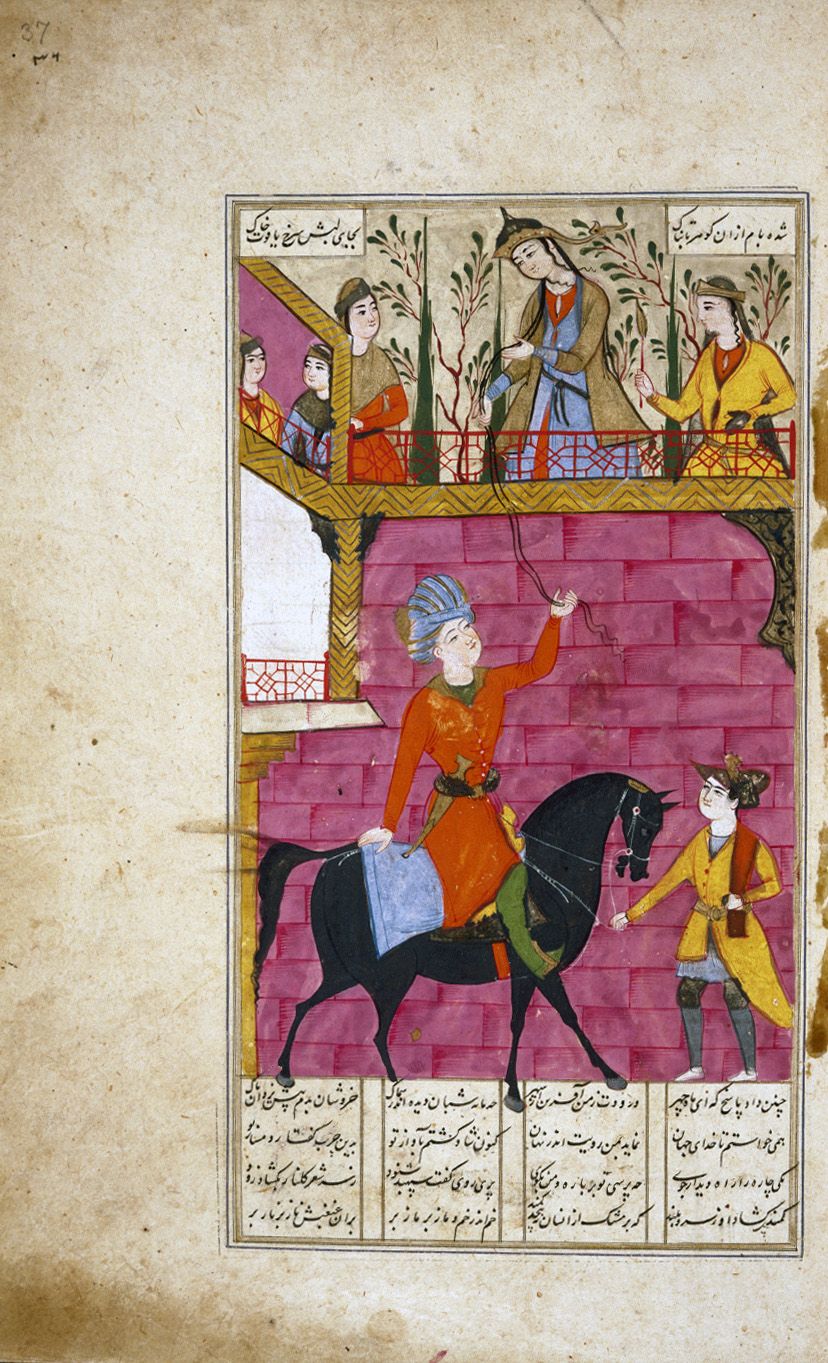
Zāl klettert in den Palast zu Rūdābeh

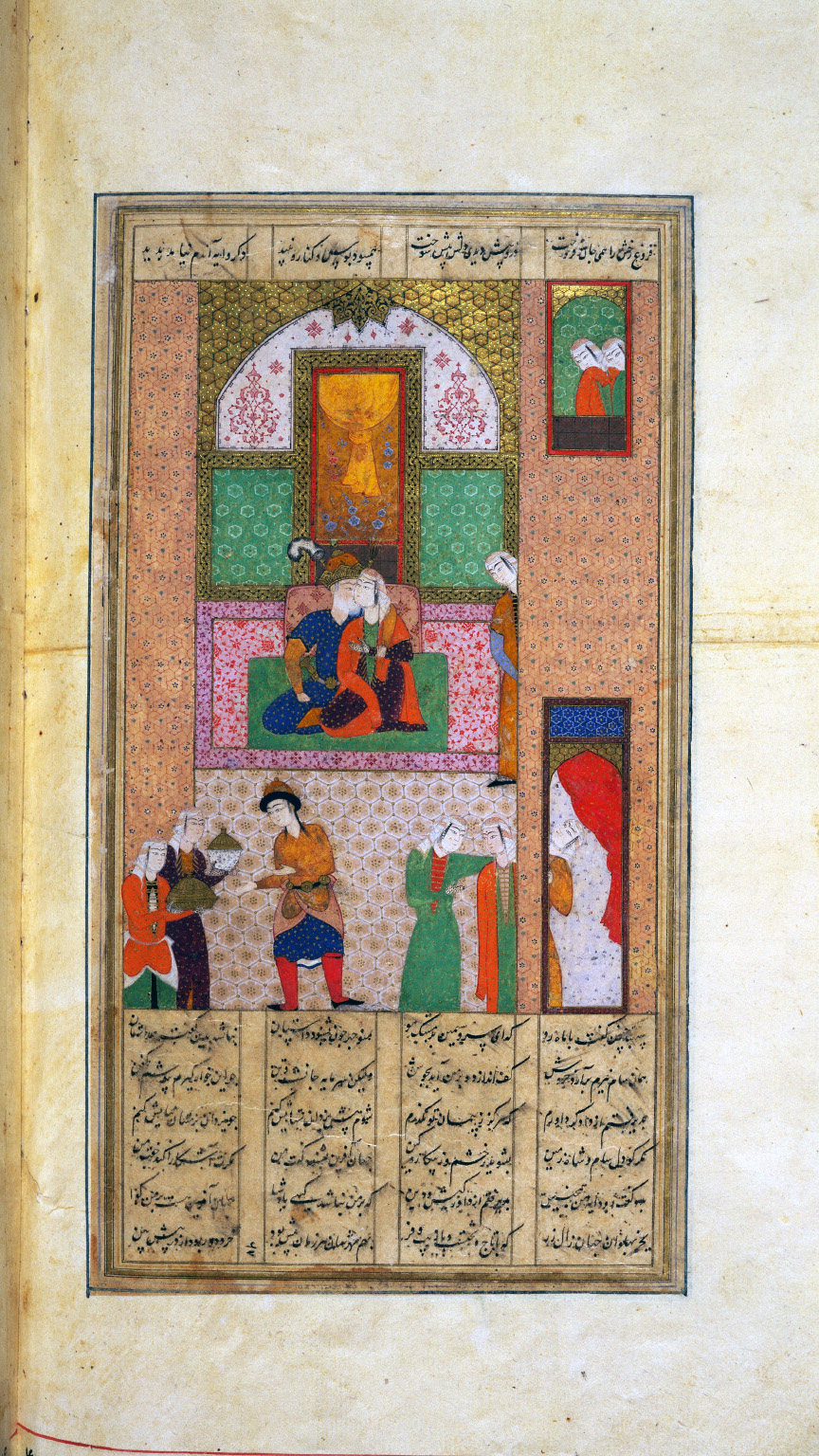
Zāl und Rūdābeh im Goldbildsaal

Die Geschichte von Zāl wird in Sage VII des Schahname von Abū l-Qasem-e Ferdousīs erzählt. Manutschehr ist Schah von Iran. Sam, ein heldenhafter Krieger in Sistan im Gefolge von Manūtschehr wird der Sohn Zāl geboren, der sich später in Rūdābeh verliebt. Die Szenen aus der Zāl-Rūdābeh-Erzählung gehören zu den Perlen der Weltliteratur, wie die Schilderung von Zāls erstem Besuch bei Rūdābeh und das Verhalten der Dienerinnen Rūdābehs als geschickte Kupplerinnen.
Rūdābeh ist die Tochter des Herrschers von Kabulistan Mihrab und Prinzessin von Kabul, während Zāl der Sohn von Sām und damit Urenkel von Garschāsp des vierten Königs des heroischen Zeitalters ist. Zāl wird, nach Manutscher und dessen Sohn Nowzar, Herrscher von Zabulistan. Mihrab stammt von Zahhak dem Araber ab und ist Sam tributpflichtig. Mihrab lädt Zāl in seinen Palast nach Kabul ein, doch Zāl lehnt es als gläubiger Zoroastrier ab, in das Haus eines „Götzendieners“ zu kommen. Mihrab verabschiedet sich verärgert und beschimpft ihn als Magier. Deshalb wäre es eigentlich unmöglich, dass Zāl und Rūdābeh eine Beziehung eingehen. Doch gerade Mihrab schildert auf Nachfrage seiner Tochter Rūdābeh Zāl in solch hohen Tönen, dass Rūdābeh sich unsterblich in Zāl verliebt. Über ihre Dienerinnen lässt sie Zāl eine Botschaft überbringen, dass er sie heimlich im Palast besuchen möge. Zāl, der viel über die Schönheit von Rūdābeh gehört hat, klettert eines Abends an einem Seil in den Palast, und es kommt zu einer folgenschweren Begegnung. Aus ihrer Beziehung geht Rostam, die alles überragende Heldengestalt Irans, hervor.
Friedrich Rückert schildert in seiner Übersetzung des Schahname die erste Begegnung von Zāl und Rūdābeh mit folgenden Versen: 

„Er nahm einen Strick aus des Dieners Hand,
Wand ihn, und warf ihn hinauf und stand.
Die Schlinge faßte der Zinne Knauf;
Schnell stieg er von unten bis oben hinauf.
Als auf dem Wall dort er faßte Fuß,
Kam das Feenbild und bracht' ihm Gruß;
Sie faßte mit ihrer Destan's Hand,
Und beide gingen wir trunken vom Rand.
Sie wandelte nieder vom hohen Saum,
Und hielt an der Hand den hohen Baum.
Zum Goldbildsaale kamen sie,
Zum fürstlichen Male kamen sie.
Ein Paradies war's geschmückt mit Glanz,
Und Huris darin der Mägde Kranz.
Erstaunt war Zal, erstaunt ob ihr,
Ob Wuchs und Antlitz, Huld und Zier,
Mit Arm- und Halsband und Ohrgehäng,
Wie eines Frühlingsgarten Gepräng,
Zwo Wangen als wie Tulpen im Beet,
Und Locken Ring an Ring gedreht.
Zal desgleichen mit Fürstlichkeit
Saß im Glanz bei der herrlichen Maid,
Ein Schwert um seine Brust gehangen,
Das Haupt von Rubinenkranz umfangen.
Rudabe sah sich nicht satt daran,
Sie schaut' ihn mit beiden Augen an,
In solcher Gestalt und solcher Gewalt,
Daß Kiesel wie Kies seiner Keule galt.
Der Glanz seiner Wange, der Leben schürt an,
Je mehr sie ihn schaute, je mehr sie entbrann.
Kuss und Umarmung und Rausch ward gepflegt;
Nur dass der Löwe das Reh nicht erlegt'.
 ... 
Die Lieb' in ihnen wuchs allezeit,
Verlangen war nah, Besinnung weit;“